# Universidade de Simon Fraser
A Universidade de Simon Fraser  (Simon Fraser University em inglês) é uma universidade pública canadense localizada na província da Colúmbia Britânica, com campus em Burnaby, Vancouver e Surrey.